# جامعة شمال إلينوي
جامعة شمال إلينوي (الإنجليزية: Northern Illinois University) واختصارا (NIU)هي جامعة بحثية عامة في ديكالب، إلينوي. تأسست كمدرسة ولاية إلينوي الشمالية العادية في 22 مايو 1895، من قبل حاكم إلينوي جون ب. ألتجيلد كجزء من توسع نظام الولاية لإنتاج معلمين خريجين جامعيين. بالإضافة إلى الحرم الجامعي الرئيسي في ديكالب، يوجد بها مراكز تابعة في شيكاغو وهوفمان إستيتس ونابيرفيل وروكفورد وأوريجون.
تتكون الجامعة من سبع كليات تمنح درجات علمية ويبلغ عدد طلابها 25,000 مع أكثر من 240,000 من الخريجين. تم اعتماد العديد من برامج جامعة شمال إلينوي على المستوى الوطني لتلبية معايير عالية من الجودة الأكاديمية، بما في ذلك الأعمال والهندسة والتمريض والفنون المرئية والأداء وجميع برامج شهادات المعلمين. جامعة شمال إلينوي هي واحدة من جامعتين حكوميتين فقط في إلينوي تتنافسان في الرابطة الوطنية لألعاب القوى الجماعية على أعلى المستويات في جميع الألعاب الرياضية، القسم الأول. تُعرف الفرق الرياضية بالجامعة باسم كلاب الهاسكي وتتنافس في مؤتمر منتصف أمريكا (MAC).

## التاريخ

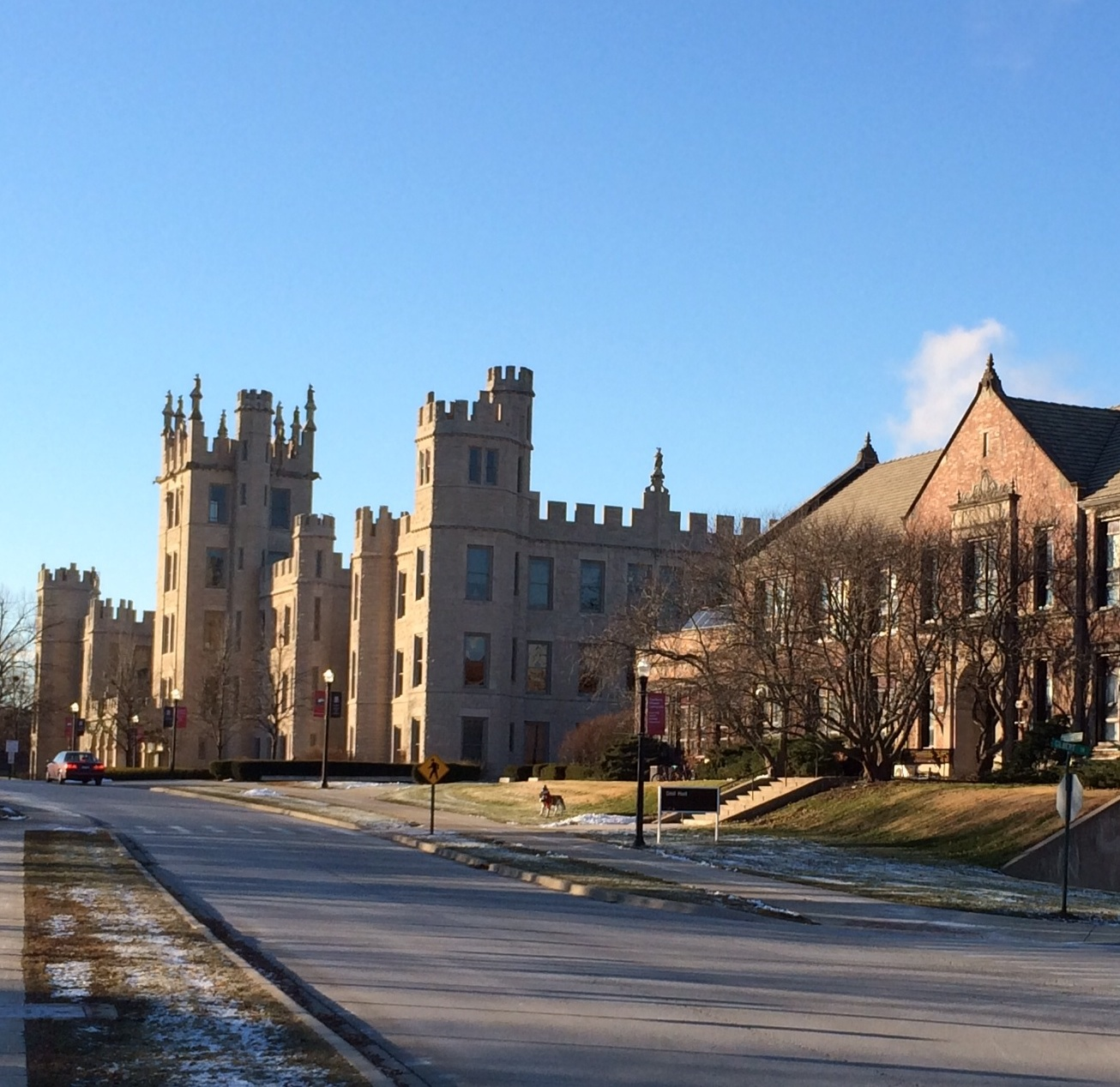
قاعة التجيلد و ستيل هييل على طول شارع كولاج. كانت قاعة الصالة أول مبنى يتم تشييده في الحرم الجامعي.

تأسست جامعة نورثرن إلينوي كجزء من توسيع برنامج المدرسة العادية الذي تأسس عام 1857 في نورمال، إلينوي. في عام 1895، أنشأ المجلس التشريعي للولاية مجلس أمناء لإدارة مدرسة ولاية إلينوي الشمالية العادية، والتي ستنمو إلى ما يعرف اليوم باسم جامعة شمال الينوي.
في يوليو 1917، قام مجلس الشيوخ في ولاية إلينوي بتوحيد مجالس أمناء المدارس الحكومية الخمس في الولاية (مدرسة ولاية إلينوي الشرقية العادية، ومدرسة ولاية إلينوي العادية، ومدرسة ولاية إلينوي الشمالية العادية، وجامعة جنوب إلينوي الحكومية، ومدرسة ولاية إلينوي الغربية العادية) في مجلس مدرسة عادي لدولة واحدة.
على مدار الثمانية والخمسين عامًا التالية، غيرت المدرسة ومجلس الإدارة أسماءهم عدة مرات. في عام 1921، أعطى المجلس التشريعي للمؤسسة اسم كلية المعلمين بولاية إلينوي الشمالية ومنحها درجة البكالوريوس في التربية لمدة أربع سنوات. في عام 1941، غير مجلس المدرسة العادي اسمه إلى مجلس كلية المعلمين. في عام 1951، أذن مجلس كلية المعلمين للكلية بمنح درجة ماجستير العلوم في التربية، وأنشئت كلية الدراسات العليا بالمؤسسة. في 1 يوليو 1955، أعاد المجلس التشريعي للولاية تسمية الكلية كلية ولاية إلينوي الشمالية وأذن للكلية بتوسيع خدماتها التعليمية من خلال تقديم العمل الأكاديمي في مجالات أخرى غير تعليم المعلمين. منح مجلس كلية المعلمين الإذن للكلية بإضافة مناهج تؤدي إلى درجتي البكالوريوس في الآداب وبكالوريوس العلوم. في 1 يوليو 1957، أعادت الجمعية العامة السبعون تسمية كلية ولاية إلينوي الشمالية لتصبح جامعة إلينوي الشمالية تقديراً لمكانتها الموسعة كجامعة فنون ليبرالية.
في عام 1965، أصبح مجلس كلية المعلمين بولاية إلينوي هو مجلس محافظي كليات وجامعات الولاية وأعيد تنظيمه ليشمل جامعة نورث إيسترن، وولاية الحاكم، وجامعات ولاية شيكاغو. في عام 1967، تم نقل سلطة جامعة إلينوي الشمالية وجامعة ولاية إلينوي وجامعة ولاية سانجامون إلى مجلس الحكام المشكل حديثًا. في عام 1984، أنشأ مجلس الأمناء منصب المستشار للجامعات الحاكمة الثلاث، للعمل كرئيس تنفيذي لجميع المدارس الثلاث؛ كان أول شخص تم تعيينه مستشارًا هو رئيس جامعة شمال إلينوي آنذاك ويليام ر. مونات. حكم مجلس الأمناء والمستشار جامعات ريجنسي الثلاث حتى نهاية عام 1995. في 1 يناير 1996، تم نقل سلطة كل جامعة من جامعات الوصاية الثلاث إلى ثلاثة مجالس أمناء مستقلة، كل منها معني بجامعة واحدة فقط.
في 14 فبراير / شباط 2008، لفتت الجامعة الانتباه الدولي عندما فتح مسلح النار على حشد من الطلاب في الحرم الجامعي، مما أسفر عن مقتل خمسة طلاب وإصابة 17 آخرين، قبل أن يطلق النار على نفسه.

### رؤساء الجامعات
خدم 13 رئيسًا في الجامعة.

## أكاديميون

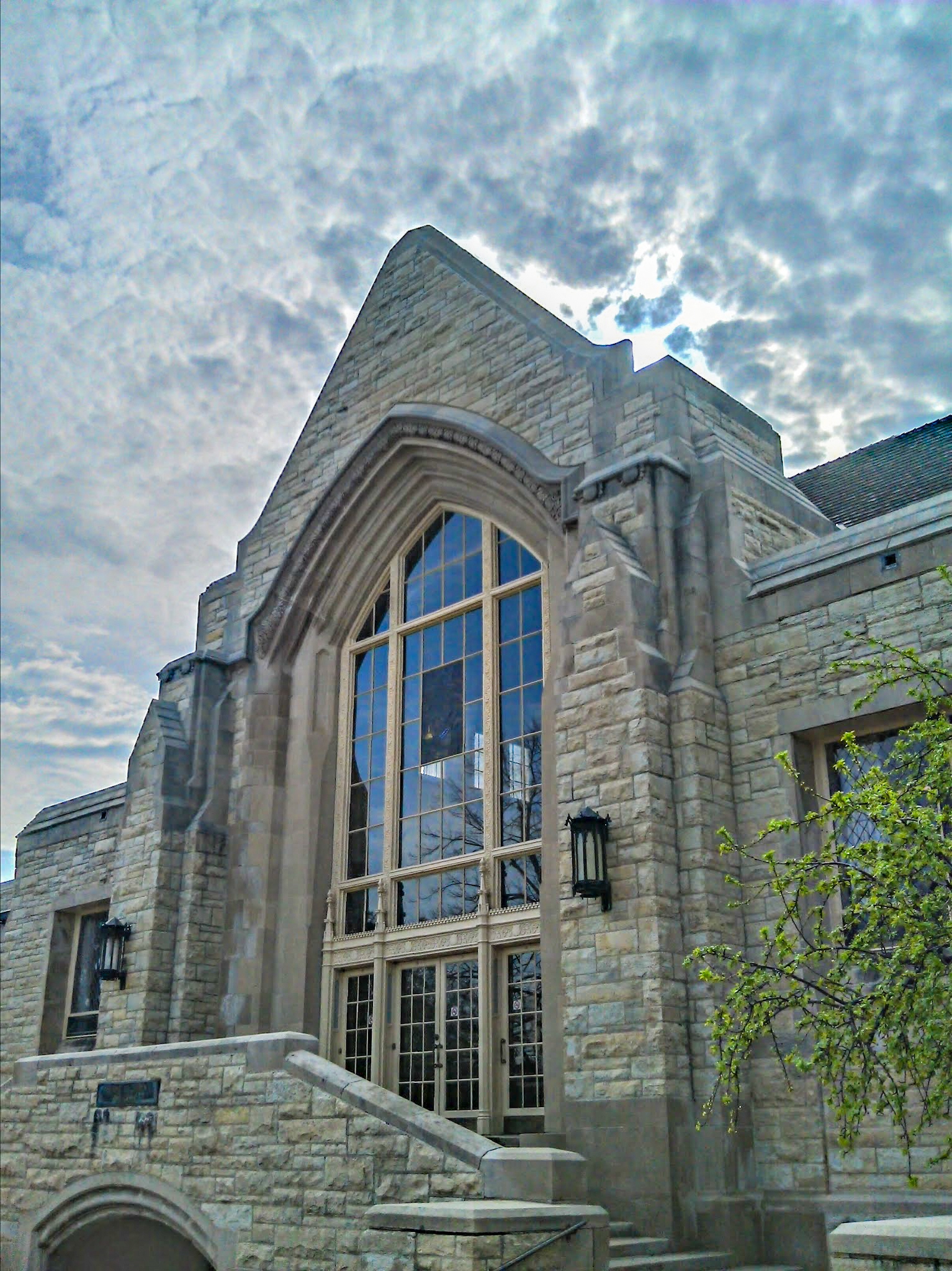
قاعة سوين بارسون - كلية الحقوق بجامعة شمال إلينوي

يوجد في جامعة شمال إلينوي سبع كليات تمنح درجات علمية  تقدم معًا أكثر من 60 تخصصًا جامعيًا، و 70 قاصرًا، وتسعة برامج ما قبل الاحتراف، و 79 برنامجًا للدراسات العليا، بما في ذلك كلية القانون،  و 24 مجالًا للدراسة تؤدي إلى درجات الدكتوراه. تم اعتماد العديد من البرامج الأكاديمية لجامعة شمال إلينوي على المستوى الوطني لتلبية أعلى معايير الجودة الأكاديمية والصرامة، بما في ذلك الأعمال والهندسة والتمريض والفنون المرئية والأداء وجميع برامج شهادات المعلمين. تم إنشاء برامج أكاديمية جديدة متعددة التخصصات في الدراسات البيئية والقيادة المجتمعية والمشاركة المدنية في السنة المالية 2012.

## الترتيب
في عام 2019، احتلت جامعة نورثرن إلينوي المرتبة 198 من بين أفضل الكليات في الولايات المتحدة من خلال تصنيفات كلية بيسكالي ومؤشر التنقل الاجتماعي الخاص. تم تصنيف جامعة شمال إلينوي على أنها «جامعة وطنية» من قبل
تصنيف الجامعات والكليات واحتلت المرتبة 177 من بين 206 جامعة وطنية مصنفة (75 جامعة وطنية تركت بدون تصنيف). صنف نفس المنشور أيضًا جامعة شمال إلينوي في المرتبة 41 في البلاد بالنسبة لبرامج الشؤون العامة،  وفي هذا المجال، احتل برنامج جامعة شمال إلينوي في إدارة المدينة والسياسة الحضرية المرتبة الثالثة على مستوى الدولة وبرنامج المالية العامة والميزانية في المرتبة 12. وضعت مجلة فوربس جامعة شمال إلينوي في المرتبة 621 على قائمتها التي تضم 650 جامعة في عام 2019.

### العلم والبحث

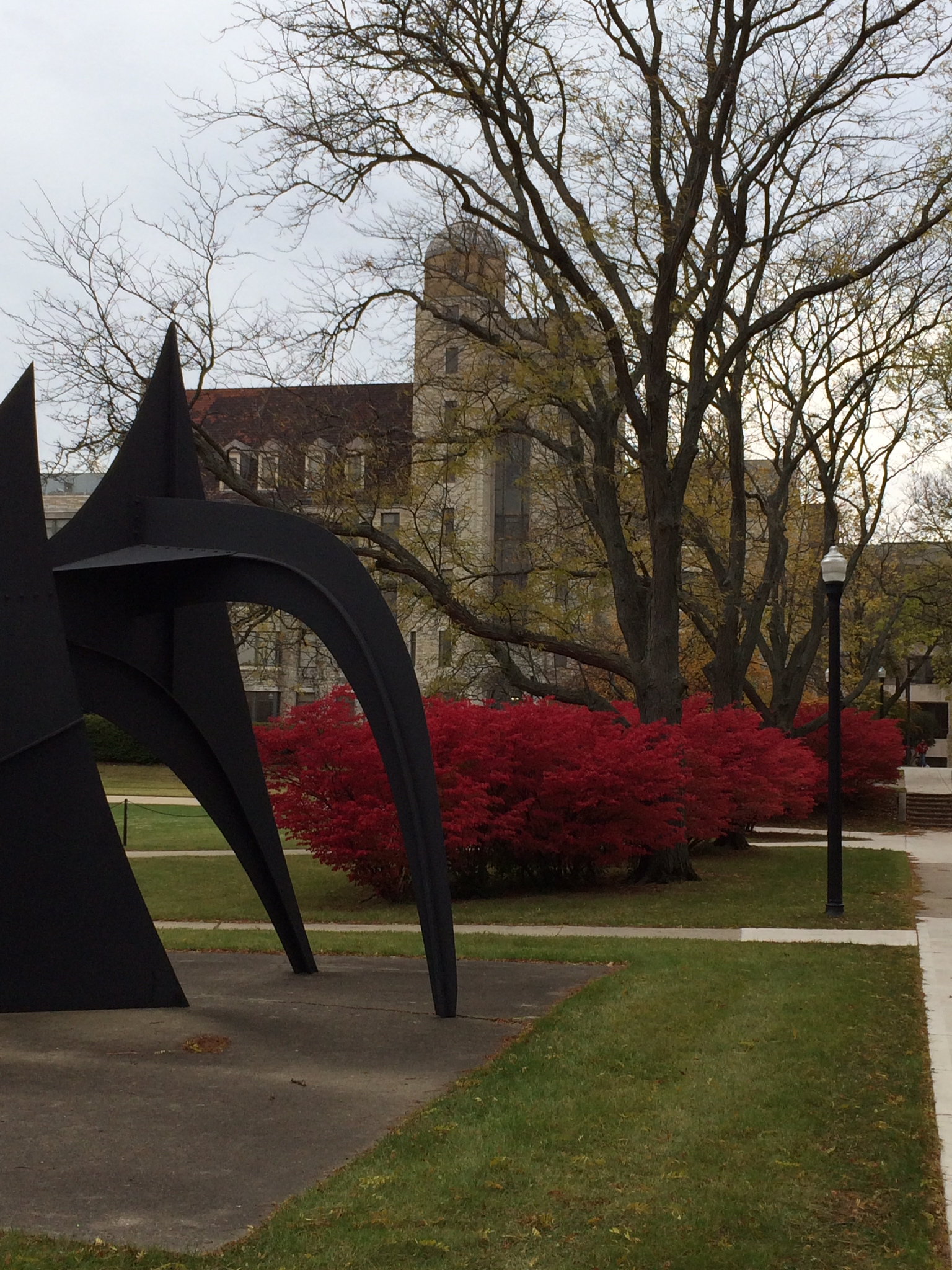
قاعة ديفيس - مبنى العلوم القديم - في جامعة شمال إلينوي

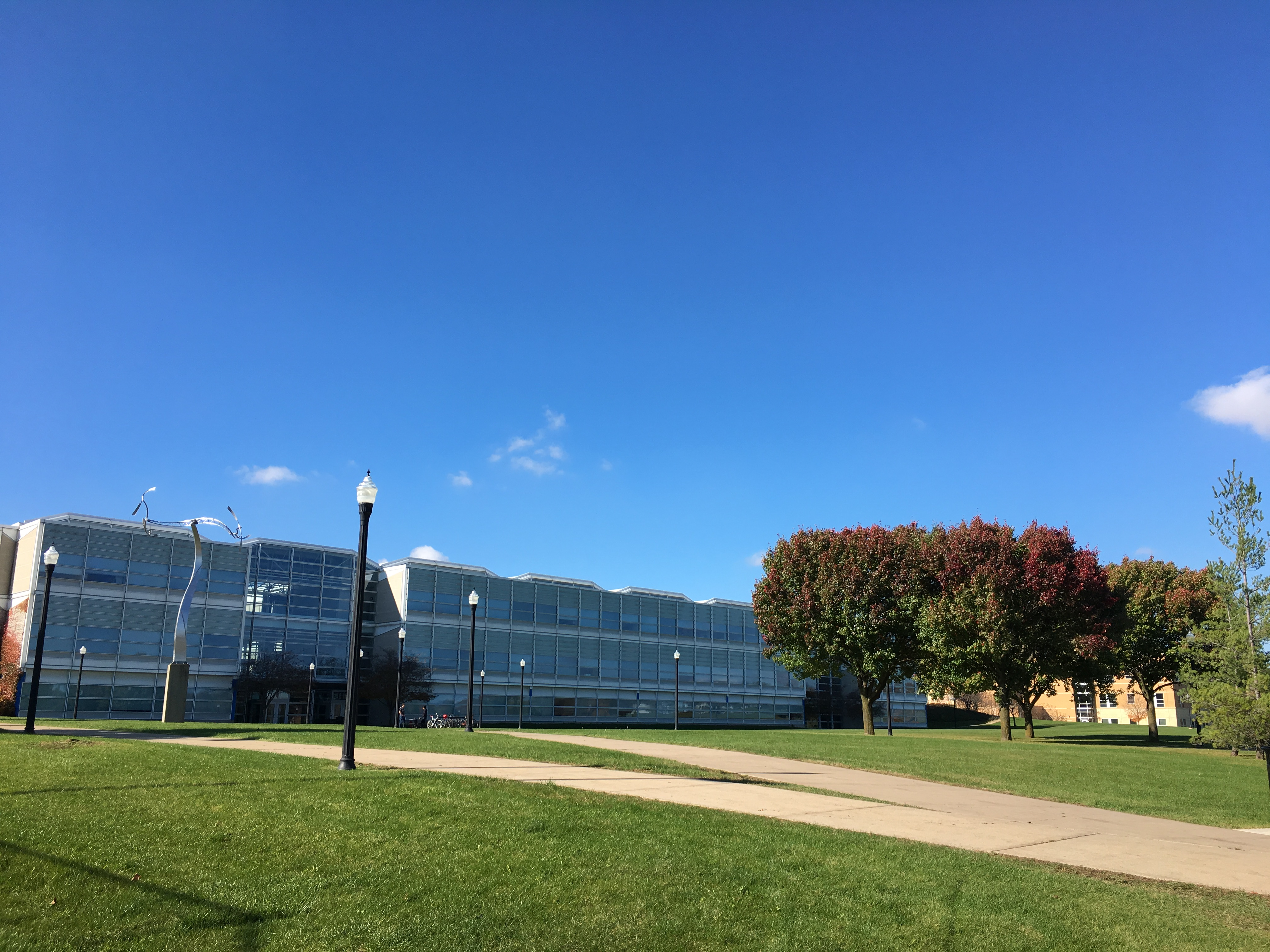
كلية الهندسة جامعة شمال إلينوي

جامعة شمال إلينوي عضو في رابطة الجامعات العامة وجامعات المنح العقارية. جامعة شمال إلينوي هي أيضًا عضو في اتحاد أبحاث الجامعات البارز الذي يدير العديد من مختبرات الفيزياء الفيدرالية بما في ذلك مختبر معمل فرمي الوطني للمسرعات في باتافيا، إلينوي. تقوم الجامعة بتوسيع برنامجها في تكنولوجيا المسرع.
تم تصنيف جامعة شمال إلينوي ضمن «R2: جامعات الدكتوراه - نشاط بحثي عالي». وزارة جامعة شمال الينوي لل كيمياء والكيمياء الحيوية تم سردها في الجمعية الكيميائية الأمريكية الصورة مجلة التجارة الكيميائية والهندسة أخبار يوم 26 سبتمبر 2005، باعتبارها واحدة من أعلى 25 منتجي شهادة ACS- بكالوريوس في العلوم درجة في الكيمياء في الولايات المتحدة تنص على.
يشتهر قسم الجيولوجيا وعلوم الأرض البيئية ببرامج في علم الهيدروجيولوجيا والعلوم القطبية. شغل القسم أدوارًا قيادية في برامج الحفر الجيولوجي في القطب الجنوبي منذ مشروع حفر الوادي الجاف في أوائل السبعينيات، وكان أعضاء هيئة التدريس وطلابهم نشطين باستمرار في العديد من أبحاث تاريخ المناخ في القطب الجنوبي والعمل الميداني، بما في ذلك مشروع كيب روبرتس، ومشروع أندريل ومشروع ويسارد. 
تأسس مركز دراسات جنوب شرق آسيا التابع لجامعة إلينوي الشمالية عام 1963  وهو حاليًا واحد من سبعة مراكز موارد وطنية معترف بها فيدراليًا لدراسات اللغات الأجنبية ودراسات المنطقة في جنوب شرق آسيا. حصلت جامعة شمال إلينوي على زمالات اللغة الأجنبية ودراسات المنطقة من الباب السادس  منذ عام 1974 ومنح البكالوريوس في NRC منذ عام 1997. يعمل CSEAS التابع لـ جامعة شمال إلينوي داخل كلية الآداب والعلوم الليبرالية ويقدم قاصرًا جامعيًا وتركيزًا للخريجين في دراسات جنوب شرق آسيا، حيث يسجل أكثر من 1500 طالب كل عام.

### برامج أخرى
- لدى مدرسة جامعة شمال إلينوي للمسرح والرقص علاقة بمدرسة موسكو للفنون المسرحية. يقضي طلاب الدراسات العليا شهرًا في التدريب في موسكو، بينما يشارك الطلاب الجامعيين في برنامج مدته فصل دراسي.
- ويلاحظ برنامج استشارات إعادة التأهيل جامعة شمال إلينوي على الصعيد الوطني. في العام الدراسي 2010-2011، تخرج من البرنامج سبعة طلاب، متوسطهم التراكمي 3.90. من بين هؤلاء المتخرجين، نجح 86٪ في اجتياز امتحان مستشار إعادة التأهيل المعتمد، وتم توظيف 100٪ من الخريجين.
- برنامج الماجستير جامعة شمال إلينوي في الفلسفة
- مركز جامعة شمال إلينوي لدراسات جنوب شرق آسيا مكرس لزيادة معرفة العالم وفهمه لدول جنوب شرق آسيا الإحدى عشرة: بروناي وبورما / ميانمار وكمبوديا وتيمور الشرقية وإندونيسيا ولاوس وماليزيا والفلبين وسنغافورة وتايلاند وفيتنام.[26]

## حرم الجامعة
يقع الحرم الجامعي الرئيسي على مساحة 756 فدانًا في ديكالب ويضم 64 مبنى رئيسيًا. تشمل مواقع الحرم الجامعي الإضافية، حرم حقل لورادو تافت (144 فدانًا)، وحرم روكفورد (10 فدان)، وحرم هوفمان إستيتس (23.93 فدانًا)، وحرم
نابرفيل (11.2 فدانًا).
من أبرز المباني في الحرم الجامعي قاعة الت جيلد التي تشبه القلعة. إنه أحد المباني الخمسة المصممة على طراز القلعة والتي تم بناؤها وفقًا لاقتراح الحاكم
جون بيتر ألتجيلد. تم ترميم القاعة في الت جيلد هيل، والتي تم تصميمها لتعمل أيضًا كقاعة رقص، ويمكن أن تتسع لـ 500 مقعد. في المستوى أسفل القاعة، تم تحويل الصالة الرياضية الأصلية إلى فصل دراسي للكمبيوتر. يوجد أيضًا على نفس المستوى متحف جامعة شمال إلينوي للفنون الذي يشغل مساحتين كبيرتين.

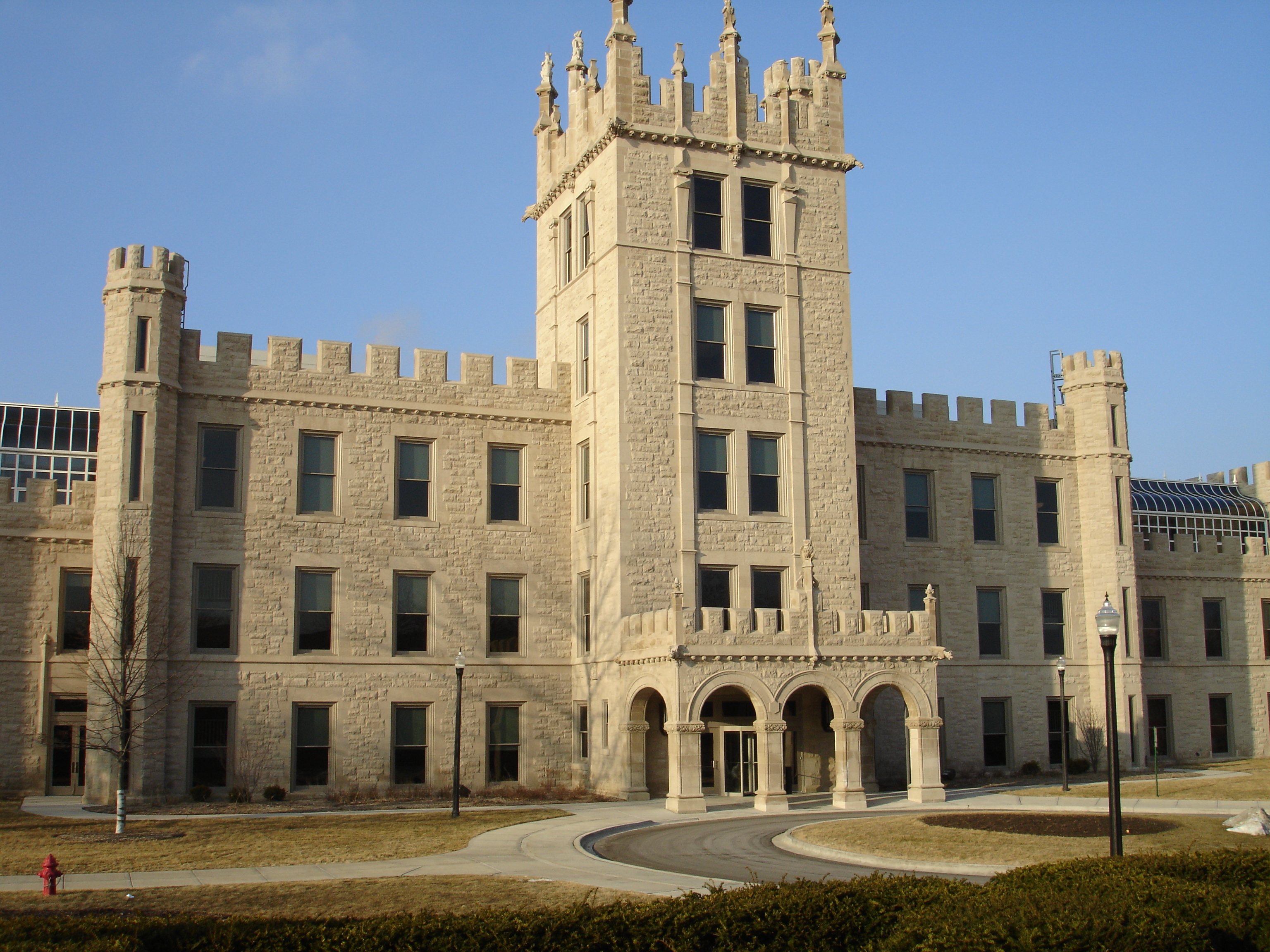
قاعة الت جيلد

البحيرة الشرقية بالقرب من الت جيلد هي بقعة في الحرم الجامعي. افتتحت قاعة بارسيما، التي تضم كلية الأعمال، أبوابها في عام 2002. يضم هذا المرفق الذي تبلغ مساحته 144000 قدم مربع الفصول الدراسية الحديثة ومكاتب أعضاء هيئة التدريس والعديد من معامل الكمبيوتر وردهة كبيرة في وسط المبنى بالإضافة إلى قاعة تتسع لـ 375 مقعدًا.

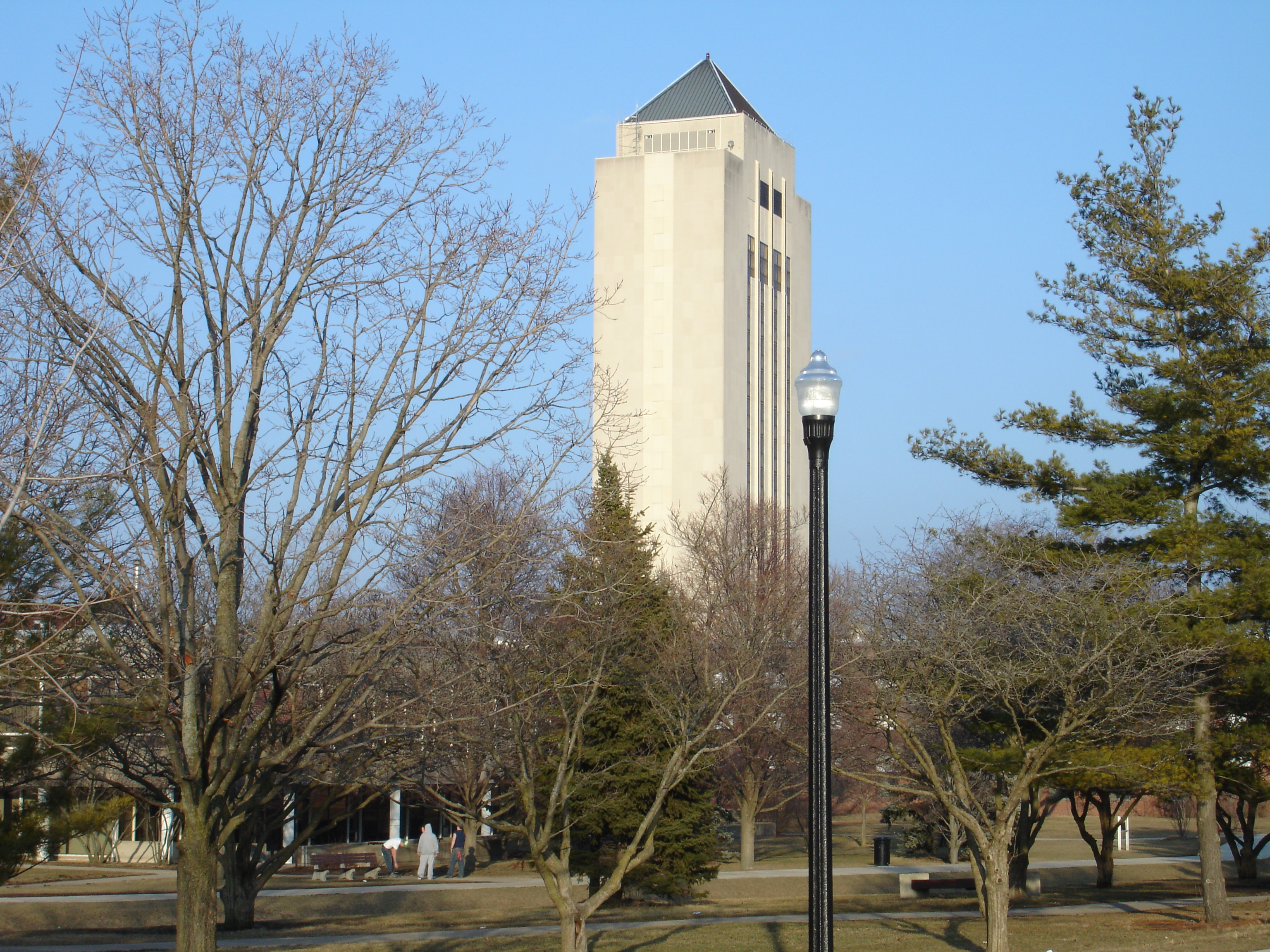
برج مركز الطلاب هولمز

يضم مركز طلاب هولمز العديد من الصالات ومعامل الكمبيوتر والمطاعم ومكتبة الجامعة. فهي موطن لـ اقوياء البنية، والتي تتميز بالبولينج والبلياردو وأركيد الفيديو وألعاب بلاي ستيشن 4 واكس بوكس 1 . يضم مركز طلاب هولمز أيضًا فندقًا من 78 غرفة. أعيد فتح المستوى الأدنى من مركز الطلاب هولمز بعد الانتهاء من التجديدات في يناير 2020. تشمل التجديدات متجرًا صغيرًا ومكتبة الجامعة وستاربكس وهوسكي دن جريل والبولينج والبلياردو ومجموعة كبيرة من المقاعد.

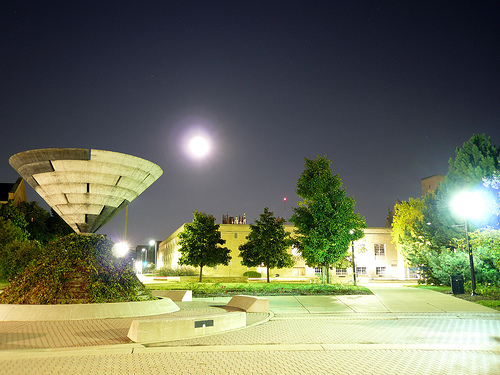
مارتن لوثر كينغ كومونز في الليل

### المباني السكنية
توفر قاعات الإقامة في جامعة شمال إلينوي (بما في ذلك مجمعين مع أربعة أبراج من 12 طابقًا لكل منهما) العديد من خيارات المعيشة للطلاب داخل الحرم الجامعي. تشمل طوابق المعيشة والتعلم دار المهن الصحية؛ بيت وظائف الأعمال. دار إعداد المعلمين ومنح الشهادات؛ بيت الشرف البيت الدولي بيت العلوم والتكنولوجيا والهندسة والرياضيات؛ ودار الفنون الجميلة. تشمل خيارات الطوابق الأخرى للرجال فقط، وجميع النساء، والتحويلات، ونمط الحياة الهادئ، وخالي من الكحول.
يوفر مجتمع الرؤية الشمالية، الذي تم افتتاحه في عام 2008، شققًا للطلاب الجامعيين ممن هم على الأقل سنتان بعد المدرسة الثانوية، أو طلاب الدراسات العليا، أو طلاب القانون، أو أي طالب معال و / أو شريك أو زوجة.
تم افتتاح صالة سكن جديدة، وهو مجمع يضم 1000 سرير شمال لينكولن هول، لجميع الطلاب في خريف عام 2012. يضم مبنيين سكنيين حيث يمكن للطلاب العيش في مجموعات من 12.
تم هدم دوغلاس هول، وهو جزء من قاعتي الإقامة لينكولن دوغلاس، بحلول ربيع عام 2016. تم توسيع شارع
لوسيندا واستخدامه منذ ربيع عام 2016. هذا جزء من الخطة الرئيسية لإنشاء حرم جامعي جديد.
قاعات الإقامة قيد الاستخدام: 
- جيلبرت هول
- أبراج جرانت
- نبتون هول
- صالة سكن جديدة
- المنظر الشمالي
- أبراج ستيفنسون

### المرافق الرياضية
على الجانب الغربي من الحرم الجامعي يوجد بريغهام فيلد في ملعب
هسكي، موطن ألعاب كرة القدم جامعة شمال إلينوي، والتي غالبًا ما تستضيف أحداثًا أخرى في الهواء الطلق. ملعب
هسكي، الذي يتسع أكثر من 30,000، وتحيط بها مناطق العشبية المفتوحة الكبيرة التي توفر الترفيه، وأيضا بمثابة ذيل الكثير لمباريات كرة القدم. يوجد أيضًا ملعب بيسبول، حقل رالف ماكينزي؛ ملعب الكرة اللينة، ماري إم بيل فيلد؛ ملعب كرة قدم، مجمع
هسكي؛ وملاعب التنس، ملاعب جوليكسون للتنس، التي تحيط بملعب هسكي.
في منطقة الطرف الشمالي من الملعب يوجد مبنيان رياضيان. الأول هو مركز جيفري وكيمبرلي يوردون للأداء الأكاديمي والرياضي بتكلفة 14 مليون دولار، والذي تبرع باسمه بمبلغ 2.5 مليون دولار في خريف عام 2006 للمساعدة في البناء. افتتح المرفق في أغسطس 2007. والثاني هو مركز كينيث وإلين تشيسيك للتمرين الداخلي،  وهو مرفق تدريب بمساحة 80600 قدم مربع يضم فرق كرة القدم والبيسبول والكرة اللينة. تم تمهيد الأرض للمبنى في نوفمبر 2012 واكتمل في أكتوبر 2013.
مركز الترفيه الطلابي هو المرفق الرئيسي لخدمات الترفيه. يخدم المبنى ما يقرب من 2000 100,373 قدم مربع (9,325.0 م2) من المساحة، وتمارين رياضية ومعدات رياضية وفيرة، والعديد من الخدمات لتلبية احتياجات الطلاب الترفيهية واللياقة البدنية والعافية.
تقع قاعات السكن في نفس المنطقة التي توجد بها المرافق الرياضية، وهي محاطة أيضًا بالعديد من مناطق الكرة الطائرة الرملية، وربع كبير بين مساكن الطلبة، وملاعب كرة السلة، وملاعب التزلج، وبحيرة إيكو، وملاعب مفتوحة للترفيه.
على الجانب الغربي الأقصى من الحرم الجامعي يوجد مركز المؤتمرات، وهو عبارة عن ساحة تضم 10000 مقعد تم افتتاحها في عام 2002. يستضيف مركز المؤتمرات كرة السلة للرجال والسيدات في جامعة شمال إلينوي، والجمباز، والمصارعة، والكرة الطائرة، و Victor E. والمعارض الأخرى.
يقع تشيك إيفانز فيلد هاوس في زاوية طريق آني جليدين وشارع ليوسيندا، وهو موطن لغرفتي نشاط كبيرتين مع مرايا تستخدم غالبًا من قبل نوادي الرقص؛ مسار للركض والمشي بثلاثة حارات بطول 1/7 ميل؛ أربعة ملاعب متعددة الأغراض لكرة السلة والكرة الطائرة وكرة القدم الداخلية والهوكي الأرضي؛ وغرفة تمارين القلب والقوة، والتي تم استخدامها بشكل غير كافٍ منذ انتقال فريق كرة السلة إلى مركز المؤتمرات. يواصل المنزل الميداني استضافة المعارض والأحداث الرياضية على نطاق أصغر، وهو المقر الرئيسي لبرنامج تدريب ضباط الاحتياط في الحرم الجامعي.
يوجد حمامان سباحة في قاعات أندرسون وجابل.

## الحياة الطلابية

### البرامج
يستضيف قسم شؤون الطلاب وإدارة التسجيل في جامعة شمال إلينوي العديد من البرامج لتعزيز تعلم الطلاب وتجربة المعيشة في الحرم الجامعي.
يستضيف مكتب التوجيه وبرامج السنة الأولى (OFP) UNIV 101 (تجربة الجامعة) و UNIV 201 (تجربة النقل)، والتي توفر مقدمة للكلية. تم تصميم هذه الدورات الاختيارية المكونة من ساعة واحدة ومدتها 12 أسبوعًا لمساعدة الطلاب الجدد على التكيف مع جامعة شمال إلينوي وتطوير المهارات اللازمة للنجاح في الكلية وما بعدها. خلال خريف عام 2009، التحق أكثر من 62 بالمائة من الطلاب الجدد بدورة UNIV 101.
يعمل مركز الإرشاد الأكاديمي الجديد مع الطلاب «المترددين» من وقت وصولهم إلى الحرم الجامعي أثناء التوجيه حتى اختيار التخصص. يقوم طاقم العمل المتمركز حول الطالب بتقديم المشورة للطلاب أثناء قيامهم بوضع خطط أكاديمية متخصصة تتوافق مع أهداف الطالب التعليمية والحياتية.
تخدم مراكز الموارد الطلاب الأمريكيين من أصل أفريقي والأمريكيين الآسيويين واللاتينيين بالإضافة إلى الطلاب خارج الحرم الجامعي وغير التقليديين والمحاربين القدامى والمثليات ومزدوجي الميل الجنسي ومثليي الجنس والمتحولين جنسياً.
يدعم مركز الإرشاد وتطوير الطلاب التطور الأكاديمي والعاطفي والاجتماعي والثقافي للطلاب من خلال تقديم المشورة والتقييم والاستجابة للأزمات والتوعية والاستشارة والتدريب والخدمات التعليمية.
يوفر برنامج «تحسين الصحة» معلومات ومواد وتدخلات متعلقة بتعزيز الصحة. يضم طاقم العمل أربعة معلمين صحيين ومستشار صحي.
يعمل خط حافلات هيوسكي، وهو أكبر نظام حافلات جامعي يديره الطلاب في إلينوي، سبعة أيام في الأسبوع بينما تكون المدرسة في جلسة خلال فصلي الخريف والربيع. في عطلات نهاية الأسبوع، يسير مسارًا مختلفًا. هناك نظام يسمح لأحد بتتبع موقع حافلات هيوسكي عبر الإنترنت في الوقت الفعلي.
في حين أن الحرم الجامعي به إنترنت، تحظر سياسة الاستخدام المقبول للجامعة استخدامه في «الأنشطة السياسية». يقتصر استخدام مواقع التواصل الاجتماعي على المعدات الجامعية فقط وبعد تحذير من التوقف عن استخدامها. جميع القيود الأخرى، بما في ذلك تلك المتعلقة بالأنشطة السياسية، تنطبق أيضًا على أجهزة الكمبيوتر الشخصية التي تستخدم شبكة الحرم الجامعي.
تتمتع جامعة شمال إلينوي بحضور نشط على مواقع التواصل الاجتماعي، مثل فيسبوك وانستجرام وتويتر. لدى الجامعة سياسة خاصة بوسائل التواصل الاجتماعي لموظفيها، والتي تعمل على تعزيز الشعور بالانتماء للمجتمع في جميع أنحاء مجتمع الجامعة.

### الخدمات
يقدم مركز رعاية الطفل في الحرم الجامعي لجامعة جامعة شمال إلينوي الرعاية للأطفال الذين تتراوح أعمارهم بين شهرين وخمس سنوات، إلى جانب برنامج المدرسة الصيفية للأطفال الذين تتراوح أعمارهم بين 6 و 8 سنوات. يتم تأمين التسجيل على أساس من يأتي أولاً يخدم أولاً، مع إعطاء الأولوية أولاً للأسر المسجلة حاليًا، يليها طلاب جامعة شمال إلينوي وأعضاء هيئة التدريس والموظفون في جامعة شمال إلينوي والمجتمع. تم ترخيص المركز من خلال ولاية إلينوي ومعتمد من خلال اعتماد برنامج أكاديمية الطفولة المبكرة.
مبنى الحياة هو موطن لمجلس أنشطة الحرم الجامعي ، والخدمات المهنية ، ومركز الإرشاد وتطوير الطلاب ، وبرنامج الشرف ، وصحيفة طلاب نورثرن ستار ، ورابطة الطلاب ، ومشاركة الطلاب وتطوير القيادة.

### المنظمات
تضم جامعة شمال إلينوي أكثر من 400 منظمة طلابية ، بما في ذلك النوادي الرياضية الترفيهية مثل اللاكروس والكرة الطائرة والرجبي والسباحة وهوكي الجليد. تتبنى المجموعات اهتمامات من الأكاديميين والدعوة وألعاب القوى والفنون إلى خدمة المجتمع والعرق والسياسة ودراسات اللغة والدين.
في كل عام ، تستضيف العديد من المنظمات اليونانية في جامعة شمال إلينوي، وهي مسابقة رياضية على طراز قوس تشبه لعبة شد الحبل التي لها تاريخ طويل في جامعة شمال إلينوي. تم التقاط القاطرات في فيلم وثائقي عام 1996، القاطرات غير مقيدة، حول الإصدار الفريد من جامعة شمال إلينوي لهذه الرياضة ؛ حصل الفيلم الوثائقي الذي تبلغ مدته 37 دقيقة على جائزة «أفضل ما في أريزونا» في مهرجان أريزونا السينمائي الدولي لعام 2000.

### الفنون والثقافة

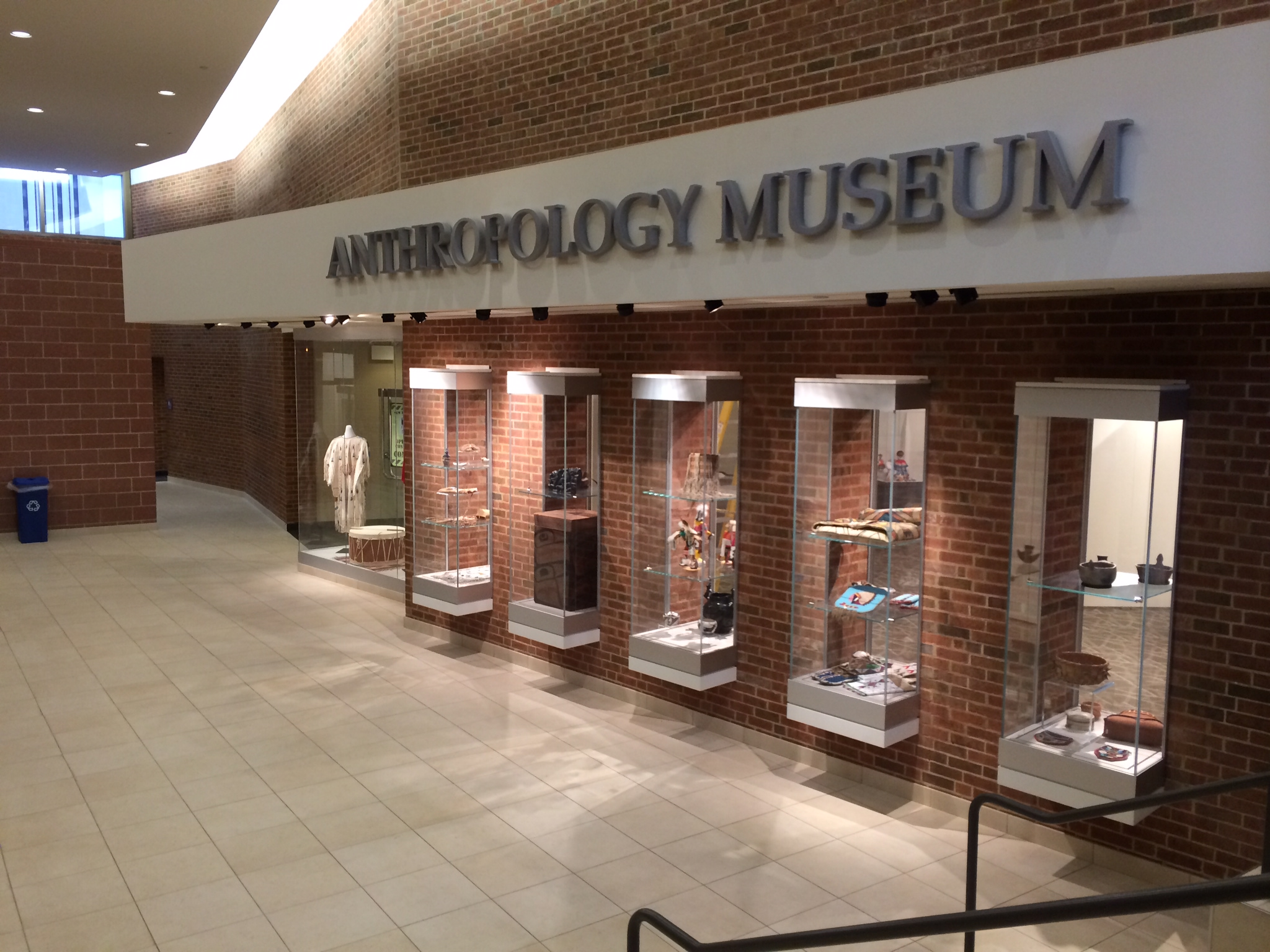
متحف الأنثروبولوجيا جامعة شمال إلينوي في كول هول (صناديق العرض ، يشار إليها أحيانًا باسم الخزانات)

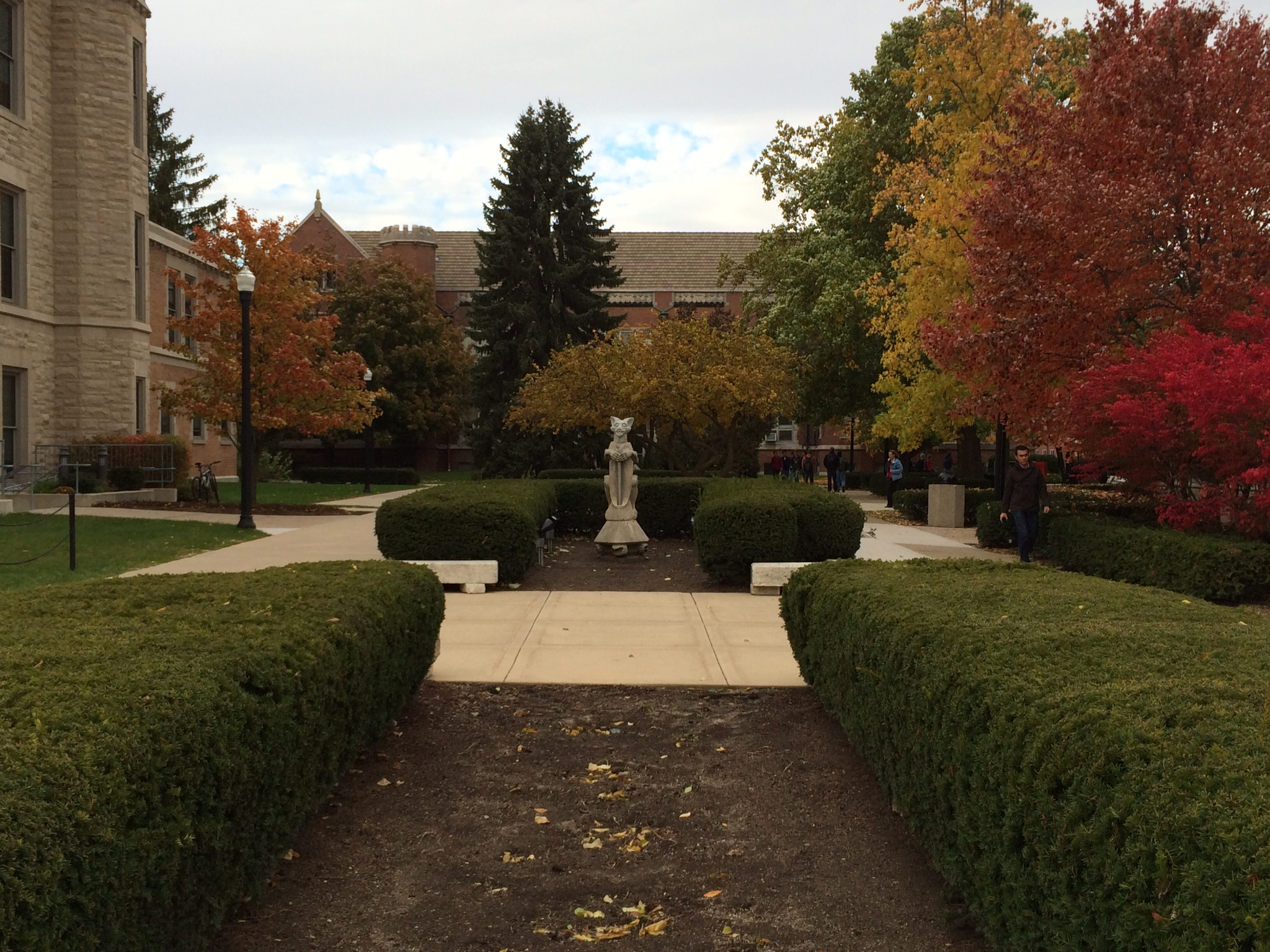
تمثال "أوليف جويل" بالقرب من قاعة ماكموري

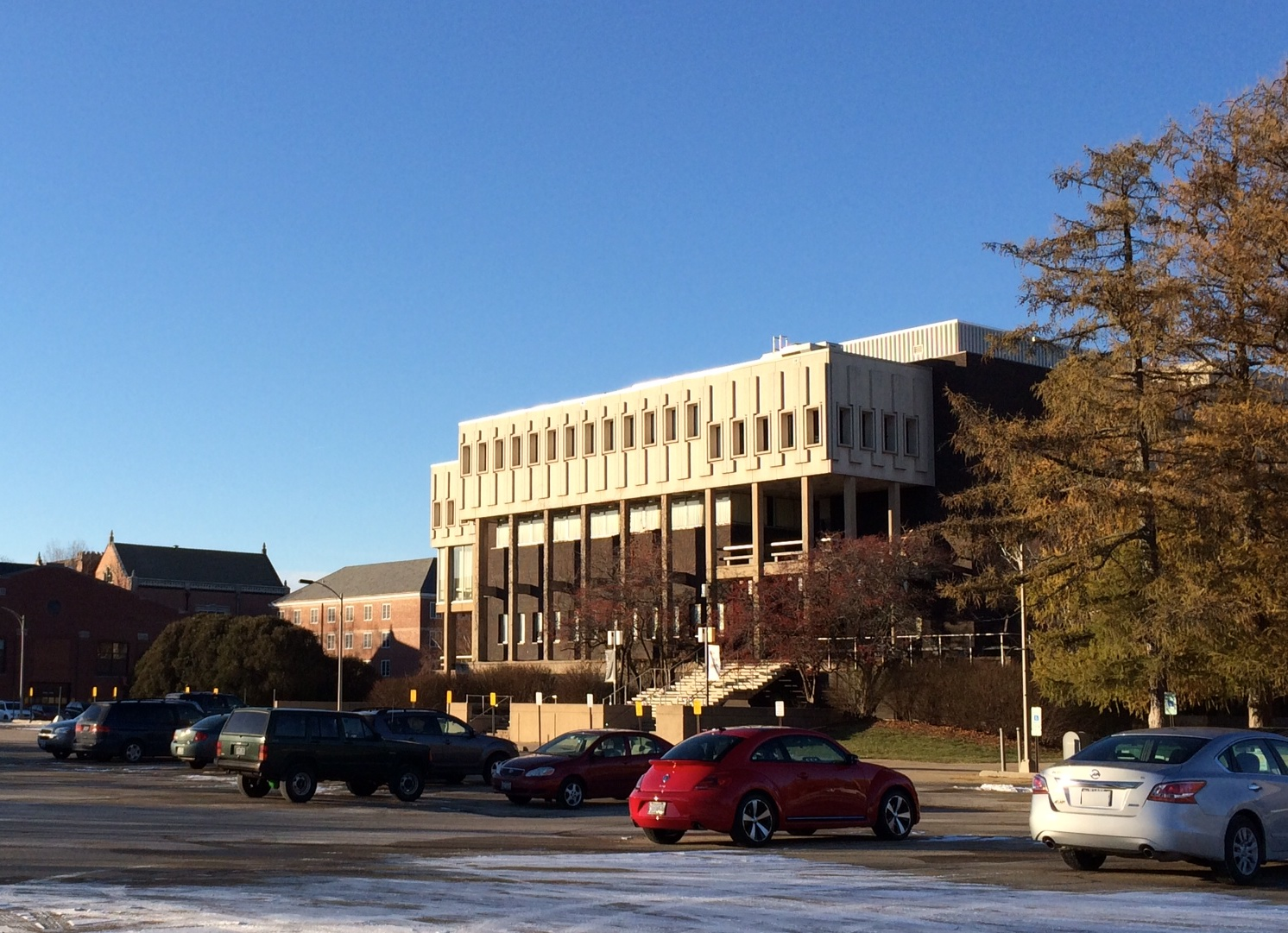
قاعة جاك أرندس - جامعة شمال إلينوي كلية الفنون المرئية والمسرحية

يستضيف الطلاب وأعضاء هيئة التدريس في كلية الفنون المرئية والمسرحية بجامعة شمال إلينوي عشرات المعارض الفنية والحفلات الموسيقية والعروض المسرحية والرقصية على مدار العام. كثير منها مجاني.
تم افتتاح متحف أنثروبولوجيا جامعة شمال إلينوي للجمهور في 12 فبراير 2012 في كول هول. مجموعات الأنثروبولوجيا واسعة النطاق ، مع بؤرة على المجموعات الأصلية في أمريكا الشمالية والتحف الثقافية من جميع أنحاء جنوب شرق آسيا.
يستضيف متحف جامعة شمال إلينوي للفنون ، الذي يضم العديد من صالات العرض في الت جيلد هيل ، العديد من عروض الأعمال الاحترافية. يضم الحرم الجامعي أيضًا متحف الأنثروبولوجيا ومتحف بلاكويل لتاريخ التعليم ومجموعة بورما الفنية والمجموعة التاريخية ذات المناظر الطبيعية المسرحية.
يرعى قسم الاتصالات مهرجان
واقع بايت السينمائي السنوي ، الذي أنشأته في عام 2002 أستاذة الدراسات الإعلامية لورا فاسكويز لمنح طلاب جامعة شمال إلينوي القدرة على عرض أعمالهم بشكل تنافسي. تلقى مهرجان 2011 أكثر من 40 مشاركة من جميع أنحاء البلاد ومن مناطق بعيدة مثل كوبا وجنوب إفريقيا وأستراليا.
.

## ألعاب القوى

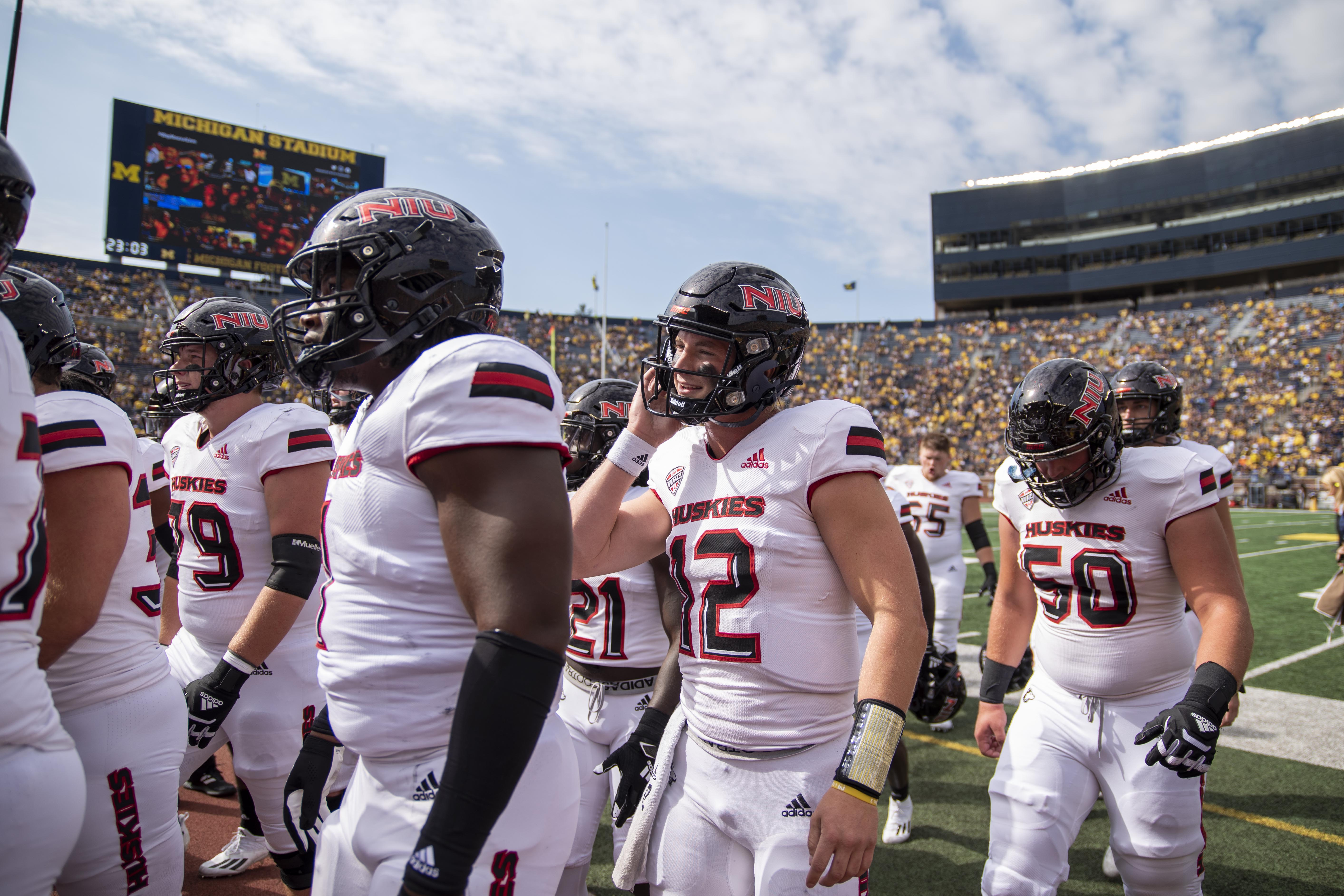
لاعبي كرة القدم فيأقوياء البنية في شمال إلينوي في عام 2021

### الانتماء
كانت جامعة شمال إلينوي عضوًا في مؤتمر إلينوي الرياضي المشترك بين الكليات من 1920 إلى 1967. حاليًا
شهد القسم الرياضي في جامعة شمال إلينوي نموًا كبيرًا في السمعة في أواخر التسعينيات وأوائل القرن الحادي والعشرين. تقريبًا غير معروف تمامًا للمراقبين من خارج إلينوي قبل منتصف التسعينيات ، تم تصنيف أقوياء البنية في المرتبة العاشرة في استطلاع AP College Football لعام 2003 بعد الانتصارات ضد خصوم BCS رقم 14، ماريلاند (الذي أنهى هذا الموسم في المركز 17)، رقم 21 ولاية ألاباما وأيوا. في عام 2010، شهدت جامعة شمال إلينوي football أول موسم عادي لم يهزم MAC (8-0)، وتصدعت أفضل 25 في استطلاعات أسوشيتد برس والمدربين. في عام 2012، حصلت NIU لكرة القدم ، بعد فوزها ببطولة MAC لكرة القدم أخرى ، على مكان في Orange Bowl وكان أول فريق يشارك في BCS Bowl من مؤتمر منتصف أمريكا.

### العناوين والميزات
- في عام 1963، احتل فريق NIU Huskies لكرة القدم المرتبة الأولى في AP ، مدعيًا حصة من بطولة NCAA College Division الوطنية.
- في عام 1982، فاز فريق تنس الريشة للسيدات ببطولة الجامعة الوطنية AIAW.
- في عام 1983، انتزع كل من Huskies فوزهم الأول على الإطلاق ، وهزموا Cal State Fullerton في California Bowl .
- في عام 1996، احتل فريق Huskies Lacrosse المركز الثاني في بطولة ولاية ويسكونسن لاكروس.
- 2004 وادي السيليكون الكلاسيكي ، NIU يهزم تروي ستيت.
- في عام 2010، كان نادي الرجبي NI للرجال أبطالًا لـ CARFU ، اتحاد منطقة شيكاغو لكرة القدم للرجبي.
- من عام 2008 إلى عام 2015، قدم فريق NIU Huskies لكرة القدم 8 مباريات على التوالي.
- في عام 2010، فاز فريق كرة القدم NIU Huskies ببطولة MAC West.
- في عام 2011، فاز فريق كرة القدم NIU Huskies ببطولة MAC.
- في عام 2011، فاز فريق NIU Huskies لكرة القدم ببطولة MAC ووصل إلى الجولة الثانية من بطولة NCAA الوطنية.
- في عام 2012 (موسم 2011)، هزم فريق NIU Huskies لكرة القدم فريق ولاية أركنساس ريد وولفز في GoDaddy.com Bowl.
- في عام 2012، فاز فريق NIU Huskies لكرة القدم ببطولة MAC وأصبح أول فريق MAC يربح عرض BCS مع اختيار لـ Orange Bowl 2013 .
- في عام 2013، أصبح فريق NIU Huskies لكرة القدم أول فريق MAC يهزم فريقين من العشرة الكبار في ألعاب غير مؤتمرات في الموسم العادي وكان قد وصل إلى نهائي كأس Heisman ، QB Jordan Lynch .
- في عام 2014، فاز فريق NIU Huskies لكرة القدم بلقبه الخامس على التوالي في قسم MAC West وحصل على بطولة MAC الثالثة في 4 سنوات.
- في عام 2015، فاز فريق NIU Huskies لكرة القدم بلقبه السادس على التوالي في بطولة MAC West.
- في عام 2018، فاز فريق NIU Huskies لكرة القدم بلقبه السابع في فئة MAC West وحصل على لقبه الرابع في بطولة MAC خلال 8 سنوات.

## روابط خارجية
- الموقع الرسمي
- موقع ويب شمال إلينوي لألعاب القوى